# Melanizam
Pod melanizmom (od grčke riječi za "obojen crno") se u svijetu životinja podrazumijeva pretjerana pigmentiranost odnosno, masivno odlaganje melanina. Melanitska životinja je, za razliku od uobičajene boje njene vrste obojena potpuno crno. Među najpoznatijim slučajevima melanizma su crne pantere.
Pri tome postoje razlike:
- Abundizam, ovdje se pojavljuju novi tamni elementi u uobičajenoj šari životinje.
- Negrizam je pojava, kad se postojeće tamne šare povećaju.
- Skotazam se naziva potpuno zatamnjenje životinje.

Crno pigmentiranje se nasljeđuje recesivno.
U životinjskom svijetu se melanizam ne pojavljuje samo kod mačaka. Može ga se sresti i kod zmija i ptica. Kod ptica se čini da je melanizam posljedica stresa, jednostrane prehrane ili nedostatka svjetla, koji se kod sljedećeg mitarenja može izgubiti. To znači, da nije nasljedan. Kod kornjača je poznat tzv. starački melanizam, tamna se boja pojačava i tako obojena područja se povećavaju. 
Suprotnost melanizmu je albinizam kod kojeg pigment boje u koži potpuno nedostaje, zbog čega se albino čini sasvim bijel.